# Noël Albert
Noël Albert (né à Viviers - mort décapité à Toulouse, en 1568), sieur de Saint-Alban, est un riche bourgeois du Vivarais. Il est administrateur des biens de l'évêché et consul de Viviers.
Il y fait rebâtir en 1546, en style nouveau de la Renaissance, la façade de son Hôtel particulier, dit la "maison des Chevaliers".

## Biographie[1]
Noël Albert est une personnalité marquante et énigmatique du Vivarais. 
D'abord négociant, puis bourgeois enrichi et cultivé, il est en outre l'administrateur des biens de l'évêché, implanté à Viviers depuis 1475. Il devient consul de la ville et représente à ce titre la province du Vivarais aux États du Languedoc.

Percepteur peu scrupuleux, il s’enrichit par le commerce du sel et le détournement des impôts, puis se convertit au protestantisme pour échapper à la justice royale. Lors des guerres de religion, Noël Albert devient chef militaire du camp huguenot, s'empare une première fois de sa ville natale de Viviers, pillant et détruisant une partie du riche quartier de la cathédrale délaissé par l'évêque et les ecclésiastiques, pour des résidences plus confortables sises à Donzère et Bourg-Saint-Andéol puis une seconde fois, en 1567. Il aurait saccagé la cathédrale elle-même (en réalité, il semble présent à Montpellier à ce moment).

## Procès et condamnation
Durant les guerres de religion, Noël Albert est rattrapé par la justice, conduit à Toulouse, jugé, condamné à mort et décapité en 1568.

## La maison des Chevaliers
Noël Albert, bourgeois cultivé, soucieux de montrer sa réussite, fait rebâtir la façade de son hôtel particulier, chef-d'œuvre de la Renaissance. La maison des Chevaliers a été classée au titre des monuments historiques le 16 juillet 1984,.

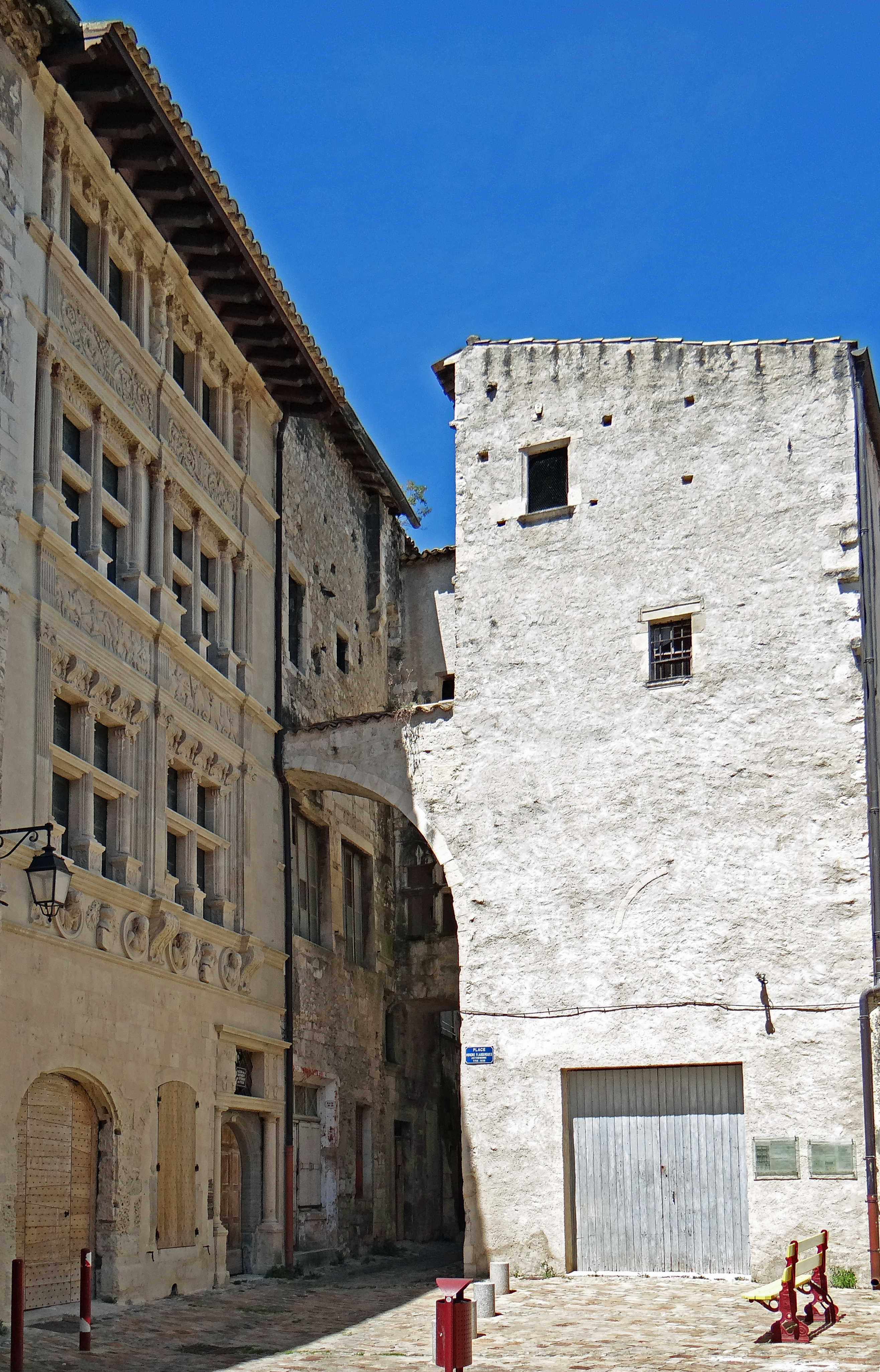
L'ensemble de la maison de chevaliers
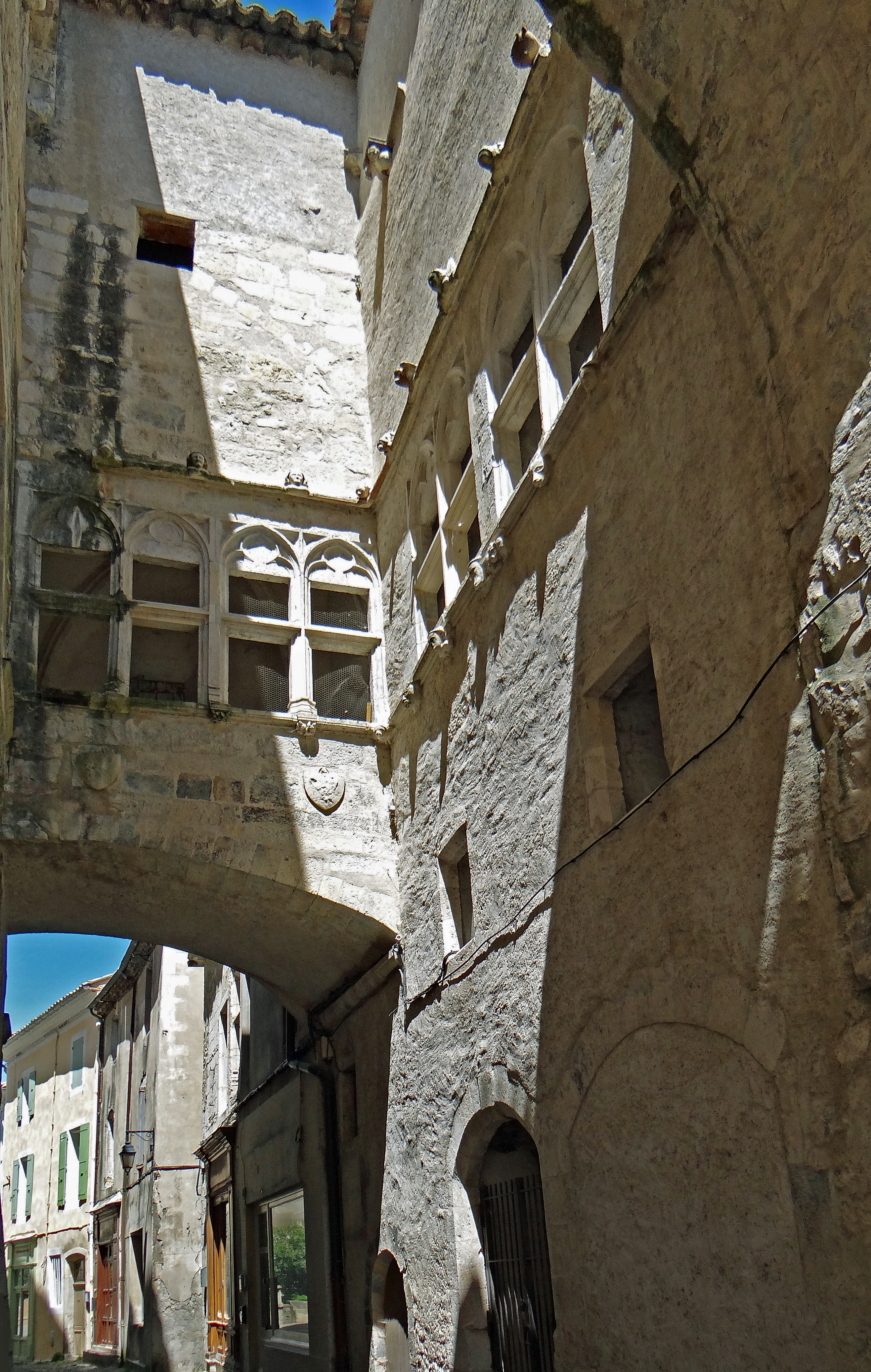
Le passage couvert réunissant la maison à l'ancienne chapelle, au-dessus de la rue de la République
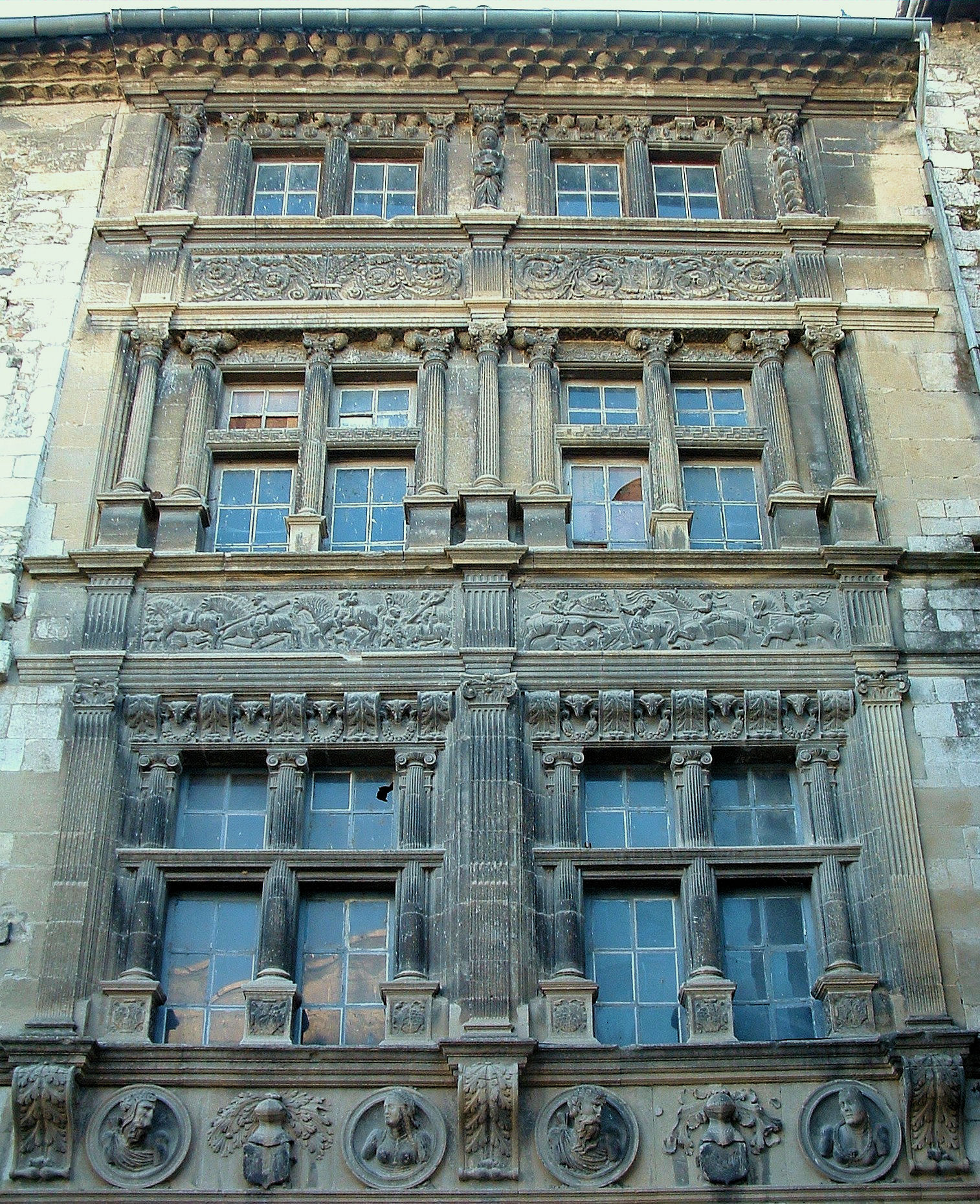
Maison des Chevaliers
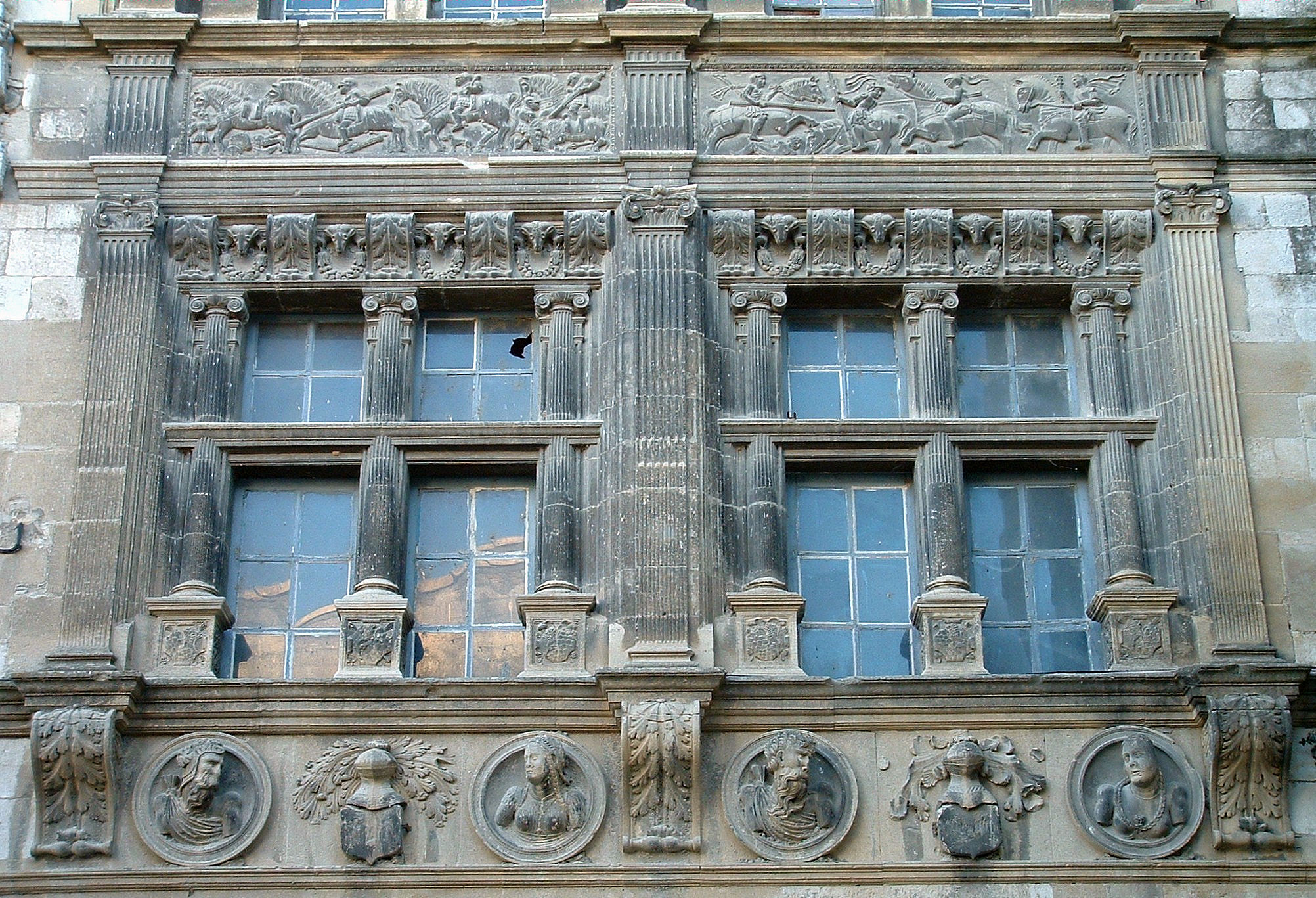
Maison des Chevaliers
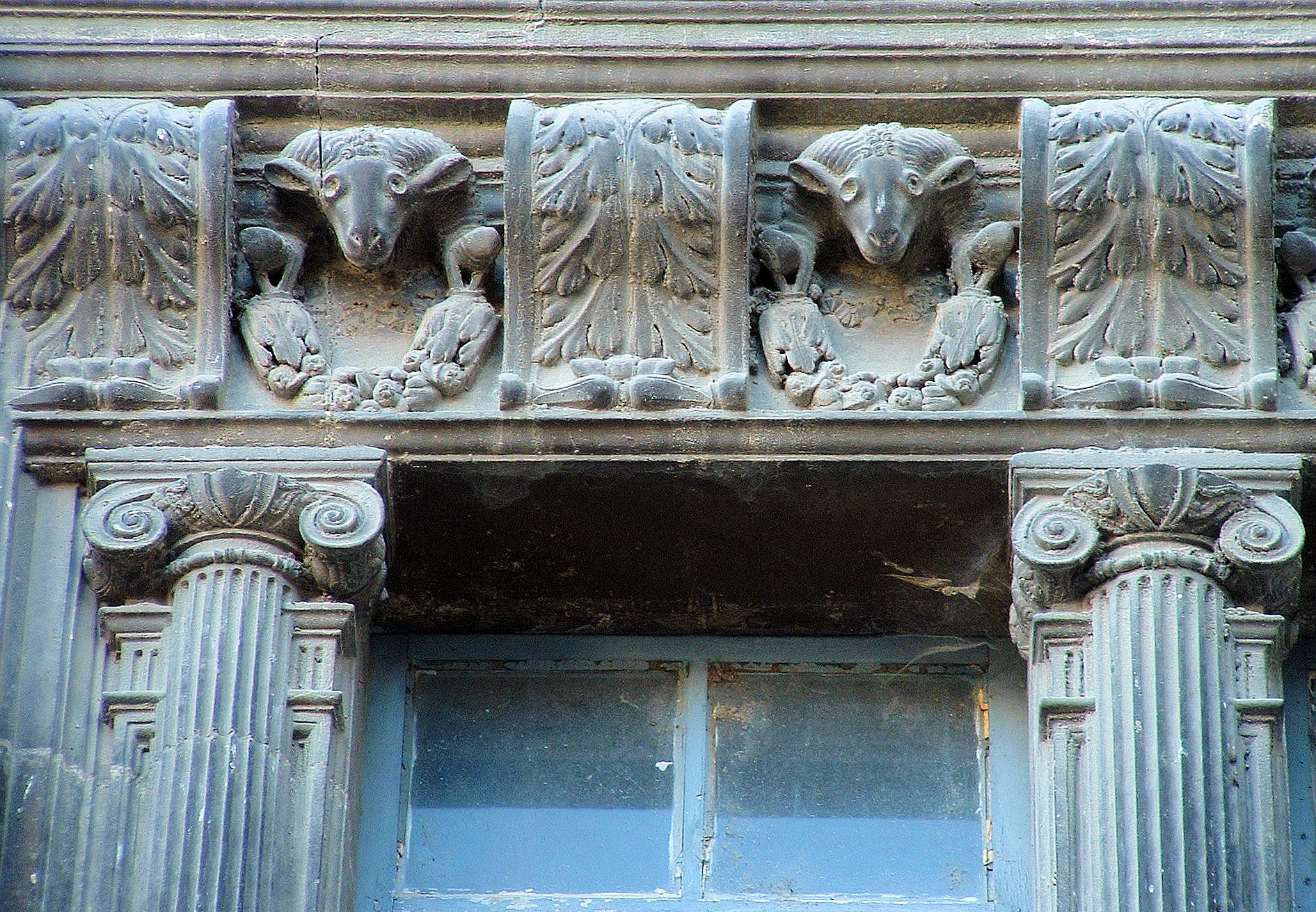
Maison des Chevaliers
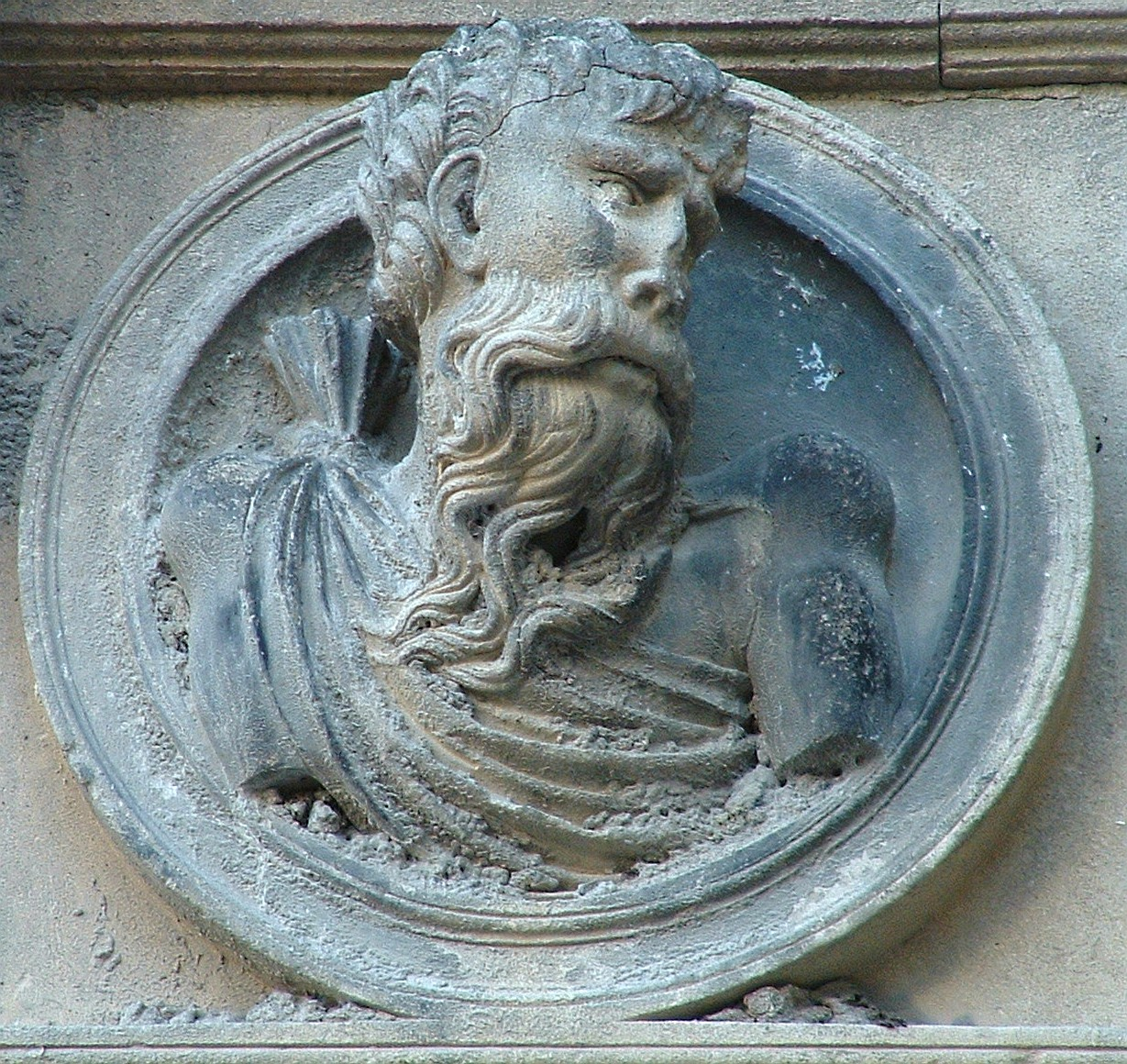
Mainson des Chevaliers